# Fausta Labia

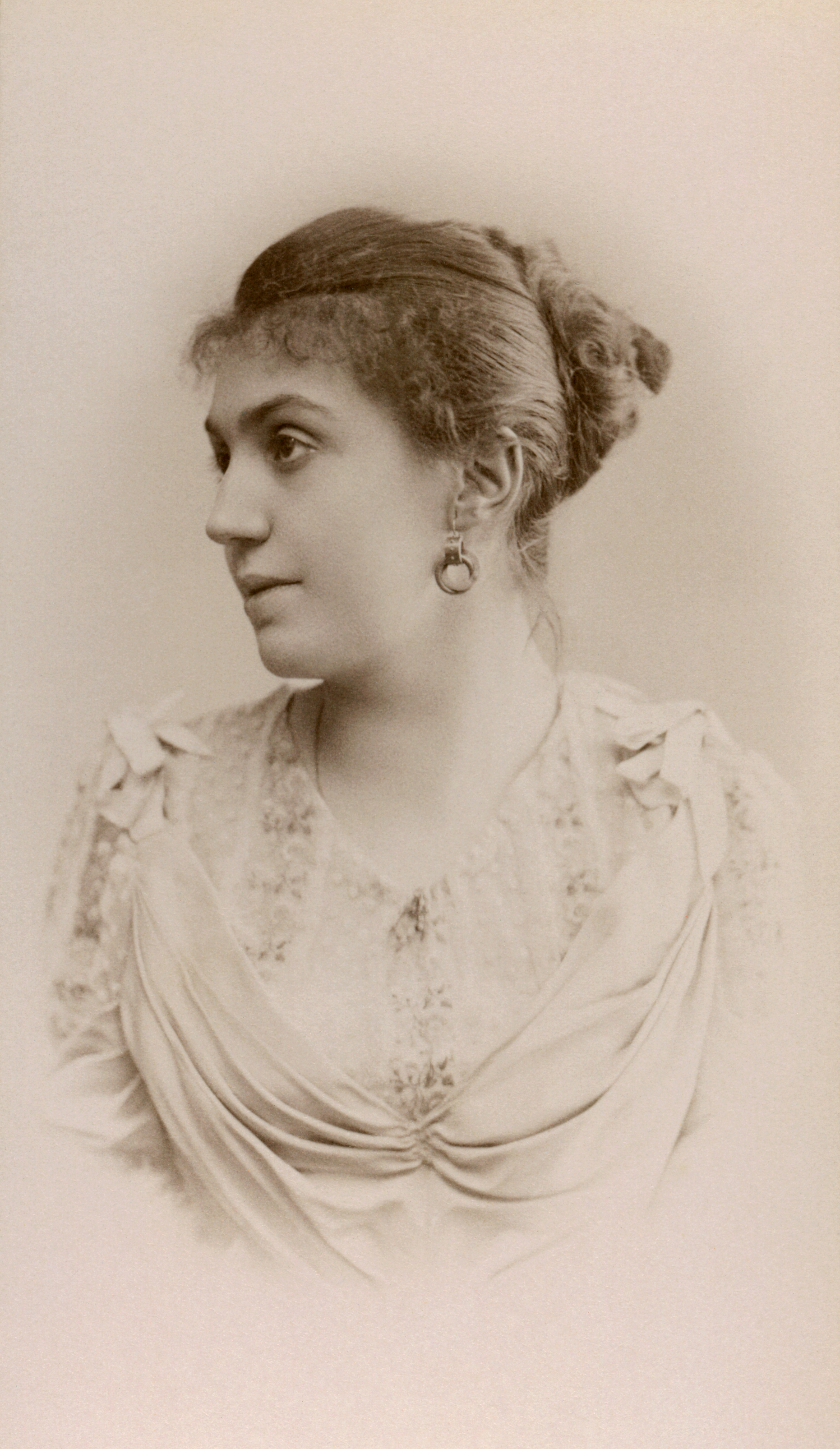
Fausta Labia (1893)

Fausta Labia (* 4. März 1870 in Verona; † 10. Juni 1935 in Rom) war eine italienische Opernsängerin (Sopran).
Die ältere Schwester der Sängerin Maria Labia erhielt Gesangsunterricht von ihrer Mutter und von Spezia Aldigheri. Sie debütierte 1891 am Teatro Filarmonico in Verona in Robert le diable von Giacomo Meyerbeer. 1893–95 war sie in Stockholm, 1895–96 am Teatro San Carlos Lissabon, dann am Teatro Regio Turin engagiert. 1901 sang sie an der Mailänder Scala unter der Leitung von  Arturo Toscanini die Siegliede in Richard Wagners Walküre und trat am Teatro Costanzi in Rom auf.
In der Folgezeit profilierte sie sich als Wagnerinterpretin. Sie sang 1902 die Brünhilde in Siegfried und in der Saison 1904–05 am Teatro Liceo in Barcelona die Eva in den Meistersingern. 1907 heiratete sie den Tenor Emilio Perea, von dem sie sich 1911 wieder trennte. Ihre Tochter Gianna Perea-Labia wurde ebenfalls eine bekannte Sängerin. Ihren letzten Auftritt hatte Fausta Labia 1912 am Teatro Politeama in Buenos Aires. Es sind Aufnahmen von ihr bei Fonotipia Records erhalten, darunter Duette mit Emilio Perea.